# وهران (ماه‌نشان)
وهران یک روستا در ایران است که در شهرستان ماه‌نشان استان زنجان واقع شده‌است. وهران ۸۵۰ نفر (۱۱۶۵خانوار) جمعیت دارد. این روستا درفاصله ۲۰کیلومتری ماهنشان و۹۵کیلومتری زنجان واقع شده.